# Sutenerstwo

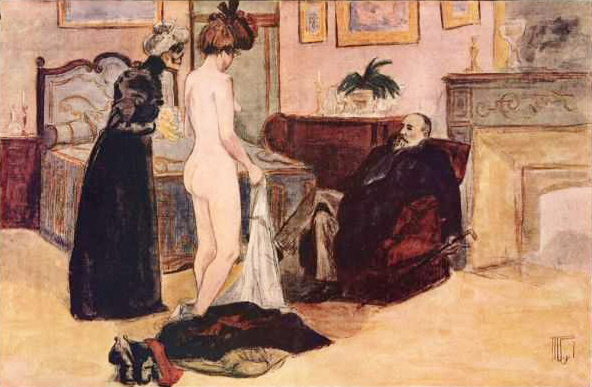
Hermann Vogel: Gefällt sie Ihnen? (Czy się panu podoba?) (ilustracja z czasopisma)

Sutenerstwo – czerpanie korzyści majątkowych z uprawiania prostytucji przez inną osobę. Zwykle jest powiązane ze stręczycielstwem (nakłanianiem do uprawiania prostytucji) i kuplerstwem (ułatwianiem uprawiania prostytucji), a czasami z innymi przestępstwami, jak handel ludźmi oraz stosowanie gróźb i przemocy wobec prostytutek. Oprócz indywidualnych sutenerów, jest to jedno z pól działalności, którą zajmują się zorganizowane grupy przestępcze.
W Polsce sutenerstwo (podobnie jak stręczycielstwo i kuplerstwo) jest przestępstwem, opisanym w art. 204 Kodeksu karnego, zagrożonym karą od 3 miesięcy do 5 lat pozbawienia wolności (lub karą do 10 lat, jeśli osoba prostytuująca się jest małoletnia). Jest to również przestępstwo w wielu krajach świata.
Przestępcy trudniący się sutenerstwem nazywani są sutenerami lub potocznie alfonsami. To ostatnie określenie pochodzi od głównego bohatera wydanej w 1873 r. powieści Aleksandra Dumasa (syna) pt. Monsieur Alphonse, której tytułowy bohater trudnił się tym procederem. Wcześniej sutenerów w slangu przestępczym określano słowem „luj”, co z kolei pochodziło od francuskiej wersji imienia Ludwik (Louis).